# Секерешть
Секерешть, Секерешті (рум. Săcărești) — село у повіті Ясси в Румунії. Входить до складу комуни Кукутень.
Село розташоване на відстані 320 км на північ від Бухареста, 50 км на захід від Ясс.

## Населення
За даними перепису населення 2002 року у селі проживали 268 осіб, усі — румуни. Усі жителі села рідною мовою назвали румунську.